# 박빛나
박빛나(朴빛나, 1985년 6월 16일 ~ )는 대한민국의 피겨 스케이팅 선수이다. 2001년, 2002년 한국 선수권 대회 우승자이고 2003년, 2004년 한국 선수권 대회에서 은메달을 획득했다. 미국 솔트레이크시티에서 개최된 2002년 동계 올림픽 여자 싱글 종목에 참가해 26위를 기록했다. 현재 피겨 스케이팅 코치로 활동하고 있다.

## 주요 경기 결과
| 대회              | 1999-00 | 2000-01 | 2001-02 | 2002-03 | 2003-04 | 2004-05 |
| ----------------- | ------- | ------- | ------- | ------- | ------- | ------- |
| 올림픽            |         |         | 26      |         |         |         |
| 세계 선수권 대회  |         | 23      |         |         |         |         |
| 4대륙 선수권 대회 |         | 13      | 17      | 13      | 17      |         |
| 유니버시아드      |         |         |         |         |         | 19      |
| 한국 선수권 대회  | 1       | 1       |         | 2       | 2       |         |

## 출신 학교
- 서울영풍초등학교 (졸업)
- 송파중학교 (졸업)
- 대원여자고등학교 (졸업)
- 한양대학교 체육학과 (졸업)